# Jungneolithikum
Als Jungneolithikum wird der Abschnitt zwischen 4400 und 3500 v. Chr. der Jungsteinzeit (oder Neolithikums) in Mitteleuropa bezeichnet. Der Beginn des Jungneolithikums ist wegen des ersten Auftretens von Gegenständen aus Kupfer im südöstlichen Mitteleuropa mit dem Beginn der „Kupfersteinzeit“ (auch „Chalkolithikum“ bzw. „Aeneolithikum“) identisch. Die maßgeblichen kulturellen Einflüsse sind die Lengyelkultur aus dem südöstlichen Mitteleuropa und die westeuropäischen Megalithkulturen. Südlich der Alpen bildeten sich im 5. Jahrtausend v. Chr. bereits erste Pfahlbaukulturen heraus.

## Gliederung des Neolithikums
Der Terminus Jungneolithikum geht auf die heute in Deutschland weitgehend verwendete Fünffachgliederung durch Jens Lüning zurück und folgt auf das Mittelneolithikum. Demnach ist das Neolithikum in fünf Stufen untergliedert: Frühneolithikum, Mittelneolithikum, Jungneolithikum, Spätneolithikum und Endneolithikum. 
Jung-, Spät- und Endneolithikum werden nach dieser Gliederung wegen der zunehmenden Bedeutung von Schmuck und Waffen aus Kupfer auch als Kupfersteinzeit (oder Kupferzeit) zusammengefasst.
Regional unterschiedliche Terminologie
Die Verwendung der Begriffe erfolgt in einzelnen Regionen Deutschlands nicht einheitlich. In Mitteldeutschland (im Sinne von Sachsen, Sachsen-Anhalt, Thüringen) ist das Neolithikum traditionell dreifach gegliedert. Erstmals 1951 schlug Ulrich Fischer die drei Abschnitte Früh-, Hoch- und Spätneolithikum vor. Auch später plädierte Hermann Behrens für eine Dreigliederung in Früh-, Mittel- und Spätneolithikum. Demnach stünden Jordansmühler Kultur und Gaterslebener Kultur an der Schwelle vom Früh- zum Mittelneolithikum. Alle folgenden Kulturen lägen demnach im Mittelneolithikum. Später folgte auch für Mitteldeutschland der Vorschlag einer Vierfachgliederung inkl. des Jungneolithikums, wodurch eine Parallelisierung mit den südwestdeutschen Kulturen angestrebt wurde. Nach Kalibrierung der Radiokohlenstoffdaten stellte sich heraus, dass die Stufe des Jungneolithikums absolutchronologisch wesentlich länger als die anderen drei war, woraufhin Lüning zur Fünffachgliederung überging.
Die fünffache Untergliederung von Lüning ist ein Vorschlag zur Vereinheitlichung des mitteleuropäischen Chronologiesystems, die gleichzeitig wichtige Zäsuren in der Kulturentwicklung widerspiegelt. Nach dieser Gliederung datieren die nachfolgend gelisteten Kulturen ins Jungneolithikum.

## Archäologische Kulturen des Jungneolithikums
Nach der Gliederung von Lüning gehören folgende archäologische Kulturen und Regionalgruppen ins Jungneolithikum:
- Ältere Trichterbecherkultur (Norddeutschland)
- Jordansmühler Kultur (Schlesien, Böhmen, Mitteldeutschland)
- Gaterslebener Kultur (Mitteldeutschland)
- Baalberger Kultur (Mitteldeutschland)
- Michelsberger Kultur (westl. Mitteleuropa)
- Pfyner Kultur (Nordschweiz)
- Schussenrieder Kultur und Aichbühler Gruppe (Südwestdeutschland)
- Mondseekultur (westl. Österreich)
- Münchshöfener Kultur (Bayern)
- Pollinger Gruppe (Bayern)
- Altheimer Gruppe (Bayern)

## Erfindungen des Jungneolithikums
Während des Jungneolithikums traten zahlreiche soziale und wirtschaftliche Neuerungen auf. Diese Neuerungen werden auch als „Secondary products revolution“ bezeichnet.
- Rind als Zugtier, Ochsenkarren mit Starrachsen und Scheibenrädern
- Hakenpflug (evtl. schon seit der Bandkeramik)
- Grünland-Weidewirtschaft
- Bohlenwege
- Domestizierung des Pferdes (jedoch noch nicht als Reitpferd)
- Metallurgie
- Kleinhäuser (im Gegensatz zu den Großbauten des Früh- und Mittelneolithikums)
- Megalithik
- Feuchtbodensiedlungen